# Gisela Helmecke
Gisela Helmecke (* 1951 in Plauen) ist eine deutsche Kunsthistorikerin und war Kustodin für Textilien und Keramik im Museum für Islamische Kunst in Berlin.

## Leben und Werk
Gisela Helmecke legte das Abitur in Hoyerswerda ab. Anschließend studierte sie Kunstwissenschaften an der Humboldt-Universität zu Berlin bei Peter H. Feist, Albrecht Dohmann und Harald Olbrich sowie Arabisch bei Heinrich Simon und Gottfried Werner und erhielt 1975 ihr Diplom mit einer Arbeit über Jawad Salim.
Im September 1975 begann sie ihre Tätigkeit als wissenschaftliche Mitarbeiterin am Islamischen Museum, wo sie vor allem für Textilien (außer Teppiche), Keramik und Epigraphik zuständig war.
Sie ist Mitglied der Ernst-Herzfeld-Gesellschaft zur Erforschung der Islamischen Kunst und Archäologie.
Besonderer Schwerpunkt der Arbeit Gisela Helmeckes ist die Beschäftigung mit der islamischen Textilkunst und der Keramik. So publizierte sie wichtige Objekte der Stoffsammlung des Museums für Islamische Kunst und forschte ebenfalls zu den Grabungsfunden aus Milet und Tabgha, die sich im Museum befinden. Über den Rahmen der Berliner Sammlungen hinaus bearbeitete sie vielfach Stücke aus anderen Museen und Sammlungen.
Für viele Ausstellungen übernahm sie auch die wissenschaftliche Bearbeitung anderer Materialien, wie zum Beispiel für die Ausstellungen Palästinensische Volkskunst (1978) und Das Staunen der Welt. Das Morgenland und Friedrich II. (1194-1250) (1994–1995). Vor allem Metallkunst und Schmuck gehörten hier zu ihren Arbeitsgebieten, wie unter anderem die Veröffentlichung zu einem Astrolab und zu Glas- und Silberschmuck zeigen. Die von Gisela Helmecke im Jahre 1997 veranstaltete Ausstellung Astrolab und Tierkreisplatte: Astronomisches und Astrologisches aus dem Orient überzeugte in ihrer ebenfalls materialübergreifenden Konzeption die internationale Fachwelt, so dass das Thema anschließend auch im Metropolitan Museum of Art und im Louvre aufgegriffen wurde.
Auch die Wissenschaftsgeschichte gehört zu ihren Forschungsgebieten. So erarbeitete sie den Hauptteil der Ausstellung Friedrich Sarre – Sammler, Reisender, Gelehrter, die 1985 zum 120. Geburtstag von Friedrich Sarre stattfand und die den Beginn der wissenschaftsgeschichtlichen Forschung am Islamischen Museum in Berlin markiert.
Mit ihren umfangreichen Kenntnissen zu den Sammlungsobjekten und zur Museumsgeschichte konnte Gisela Helmecke wesentlich zur Zusammenführung der Sammlungen des Museums für Islamische Kunst ab 1992 und zur Neugestaltung der ständigen Ausstellung (2001) beitragen. Dass ihre zahlreiche Arbeiten die Anerkennung der internationalen Fachwelt fanden, wird unter anderem daran deutlich, dass sie zur Mitarbeit an mehreren Nachschlagewerken eingeladen wurde, darunter dem Allgemeinen Künstlerlexikon und dem Lexikon der Kunst (E. A. Seemann).
An der Freien Universität Berlin führte Gisela Helmecke in den 1990er Jahren Übungen zur islamischen Keramik durch.

## Schriften (Auswahl)
- Jawad Salim – ein Mitbegründer der modernen irakischen Kunst. Diplomarbeit, vorgelegt an der Humboldt-Universität zu Berlin, Sektion Ästhetik und Kunstwissenschaften, Bereich Kunstwissenschaft am 30. Juni 1975 (unpubliziert).
- Die „Buchara“-Stickereien im Islamischen Museum zu Berlin. In: Forschungen und Berichte, Bd. 23 (1983), S. 118–129
- Das Berliner Astrolab des Muḥammad Zamān al-Mašhadī. In: Forschungen und Berichte, Bd. 25 (1985), S. 129–142, T31-T32
- Eine datierte und signierte Kerman-Stickerei im Islamischen Museum (mit Kerstin Flemming). In: Forschungen und Berichte, Bd. 29, (1990), S. 149–166
- mit Reingard Neumann: Reich an Samt und Seide. Osmanische Gewebe und Stickereien. Hamburg und Bremen 1993.
- Byzantinische und orientalische Seidenstoffe: Grabfunde aus der Sepultur der Bamberger Domherren. Diözesanmuseum Bamberg 2001, ISBN 3-931432-05-X
- Textiles with Arabic inscriptions excavated in Naqlun 1999-2003 (PDF; 806 kB). In: Polish Archaeology in the Mediterranean, XVI, Reports 2004, Warsaw 2005, ISSN 1234-5415, S. 195–202
- Artikel Cosmetics und Tus. In: Josef W. Meri, Jere L. Bacharach: Medieval Islamic civilization : an encyclopedia. New York : Routledge, 2006. (Routledge encyclopedias of the Middle Ages; 13), ISBN 978-0-415-96690-0, S. 177, 838f.
- Turkish ‘Terra Sigillata’ Vessels from the 16th to 17th Century and Their Counterparts in Europe and the New World (mit Karin Rührdanz). In: Thirteenth International Congress of Turkish Art (Hrsg. Géza Dávid, Ibolya Gerelyes), Budapest: Hungarian National Museum, 2009, S. 309–322.